# Jan-Niklas Beste
Jan-Niklas Beste (* 4. ledna 1999) je německý profesionální fotbalista, který hraje na pozici levého obránce nebo křídelníka za klub SC Freiburg.

## Klubová kariéra
Po přestupu do Borussie Dortmund ve věku osmi let debutoval Beste v soutěžním zápase za A-tým 12. srpna 2017 v utkání DFB-Pokalu proti Rielasingen-Arlen. V létě se také objevil za A-tým v několika přípravných zápasech, zbytek sezóny 2017/18 strávil v týmu do 19 let.
Dne 4. července 2018 Beste přestoupil do Werderu Brémy, kde byl pro první sezónu přeřazen do rezervního týmu.
Dne 18. června 2019 Beste odešel na hostování do FC Emmen v Nizozemsku na sezónu 2019/20. Svůj debut v Eredivisie za Emmen si odbyl 24. srpna 2019 v zápase proti Willemu II.
V červenci 2020 znovu opustil Werder Brémy a připojil se k SSV Jahn Regensburg na hostování na dvě sezóny.
Dne 15. června 2022 podepsal Beste tříletou smlouvu s 1. FC Heidenheim. Dne 26. srpna 2023 vstřelil svůj klub první gól v Bundeslize z přímého kopu při domácí porážce 3:2 s Hoffenheimem.
Dne 11. července 2024 podepsal Beste pětiletou smlouvu s portugalským klubem Benfica Lisabon. Dne 19. září debutoval v Lize mistrů UEFA v utkání, které jeho klub vyhrál 2:1 na hřišti CZ Bělehrad.
V lednu 2025 se Beste vrátil do Bundesligy, když podepsal smlouvu s SC Freiburg.

## Reprezentační kariéra
Beste byl německý mládežnický reprezentant. V březnu 2024 byl povolán do německého národního týmu na přátelské zápasy proti Francii a Nizozemsku. Během tréninku ovšem utrpěl svalové zranění, které ho donutilo vzdát se účasti na zmíněných utkáních.

## Statistiky

### Klubové
Platí k zápasu hranému 4. května 2025.
| Klub                        | Sezóna            | Liga              | Liga   | Liga | Národní pohár | Národní pohár | Ligový pohár | Ligový pohár | Kontinentální | Kontinentální | Celkově | Celkově |
| Klub                        | Sezóna            | Soutěž            | Zápasy | Góly | Zápasy        | Góly          | Zápasy       | Góly         | Zápasy        | Góly          | Zápasy  | Góly    |
| --------------------------- | ----------------- | ----------------- | ------ | ---- | ------------- | ------------- | ------------ | ------------ | ------------- | ------------- | ------- | ------- |
| Borussia Dortmund           | 2017/18           | Bundesliga        | 0      | 0    | 1             | 0             | 0            | 0            | —             | —             | 1       | 0       |
| Werder Brémy II             | 2018/19           | Regionalliga Nord | 28     | 2    | —             | —             | —            | —            | —             | —             | 28      | 2       |
| Emmen (hostování)           | 2019/20           | Eredivisie        | 6      | 0    | 0             | 0             | —            | —            | —             | —             | 6       | 0       |
| Jahn Regensburg (hostování) | 2020/21           | 2. Bundesliga     | 16     | 2    | 2             | 0             | —            | —            | —             | —             | 18      | 2       |
| Jahn Regensburg (hostování) | 2021/22           | 2. Bundesliga     | 26     | 4    | 2             | 1             | —            | —            | —             | —             | 28      | 5       |
| Jahn Regensburg (hostování) | Celkově           | Celkově           | 42     | 6    | 4             | 1             | —            | —            | —             | —             | 46      | 7       |
| 1. FC Heidenheim            | 2022/23           | 2. Bundesliga     | 34     | 12   | 2             | 0             | —            | —            | —             | —             | 36      | 12      |
| 1. FC Heidenheim            | 2023/24           | Bundesliga        | 31     | 8    | 1             | 0             | —            | —            | —             | —             | 32      | 8       |
| 1. FC Heidenheim            | Celkově           | Celkově           | 65     | 20   | 3             | 0             | —            | —            | —             | —             | 68      | 20      |
| Benfica                     | 2024/25           | Primeira Liga     | 13     | 0    | 2             | 2             | 2            | 0            | 5             | 0             | 22      | 2       |
| SC Freiburg                 | 2024/25           | Bundesliga        | 12     | 0    | —             | —             | —            | —            | —             | —             | 12      | 0       |
| Celkově v kariéře           | Celkově v kariéře | Celkově v kariéře | 166    | 28   | 10            | 3             | 2            | 0            | 5             | 0             | 183     | 31      |

## Úspěchy

#### 1. FC Heidenheim
- 2. Bundesliga: 2022/23

#### Benfica
- Taça da Liga: 2024/25